# Яко-Яні
Яко-Яні (рос. Яко-Яни) — одна з гірських вершин на Далекому Сході Росії.
Розташована в Приамур'ї, на території Хабаровського краю. Входить до числа найвищих піків гірської системи Сіхоте-Алінь, висота — 1955 метрів над рівнем моря.
Вершина кам'яниста. Схили вкриті хвойно-широколистою тайгою.